# Pengenjek
Pengenjek is een bestuurslaag in het regentschap Centraal-Lombok van de provincie West-Nusa Tenggara, Indonesië. Pengenjek telt 9879 inwoners (volkstelling 2010).